# Schenectady Open 1987
Lo Schenectady Open 1987 è stato un torneo di tennis giocato sul cemento. È stata la 1ª edizione del torneo, che fa parte del Nabisco Grand Prix 1987 del Virginia Slims World Championship Series 1987. Il torneo si è giocato a Schenectady negli Stati Uniti dal 20 al 27 luglio 1987.

## Campioni

### Singolare maschile
Jaime Yzaga ha battuto in finale  Jim Pugh con il punteggio di 0–6, 7–6, 6–1

### Doppio maschile
Gary Donnelly /  Gary Muller hanno battuto in finale  Brad Pearce /  Jim Pugh con il punteggio di 7–6, 6–2

### Singolare femminile
Camille Benjamin ha battuto in finale  Vicki Nelson-Dunbar con il punteggio di 6–2, 6–3

### Doppio femminile
Jennifer Goodling /  Wendy Wood hanno battuto in finale  Patrícia Medrado /  Cláudia Monteiro con il punteggio di 5–7, 6–2, 6–3